# Novakovići (plemstvo)
Novakovići (Novacovich, Nouakouych, Nowakowych, Nowakovicz), hrvatska plemićka obitelj iz roda Mogorovića. Obitelj je ogranak hrvatskog roda Disislavića, čiji je začetnik vjerojatno bio knez Novak Disislavić († iza 1373.). Imali su svoje posjede na teritoriju rodovskih posjeda Mogorovića u Lici, ali i na području susjednih županija Gacka i Bužani te na prostoru Kninske županije i zadarskog disktrikta.
Godine 1405. spominje se pripadnik roda Ivaniš. Jedan od pripadnika obitelji, Pavao Ostrovićki, zamijenio je obiteljske posjede u Lici s Frankapanima, za posjede u Gackoj gdje su u 15. stoljeću postali vrlo utjecajni. Pavlov sin Matko spominje se u izvorima kao jedan od uglednika na prostoru Like, Gacke i Vinodola. Njegovi sinovi Ivan i Juraj istaknuli su se u vojnoj službi te su sudjelovali u borbama protiv Osmanlija. Ivan je bio u službi kraljevih kapetana u Senju i Klisu, a Juraj kod Frankapana Modruških i Ozaljskih. Pokazatelj ugleda Novakovića je podatak da je Ivan sudjelovao krajem 1526. godine na Cetinskom saboru na kojem Ferdinanda I. Habsburgovca bio izabran za kralja Hrvatske.
Do polovice 16. stoljeća Novakovići su uspjeli zadobiti niz manjih posjeda na području Zagrebačke, Križevačke i Varaždinske županije, čime su barem djelomično bili nadoknadili gubitak obiteljskih posjeda u Gackoj, Lici i Bužanima, što su ih izgubili za osmanskih osvajanja između 1522. i 1528. godine.

## Vanjske poveznice
- Novaković – Hrvatska enciklopedija